# Segreteria di Stato per il lavoro e la cooperazione
La Segreteria di Stato per il lavoro è l'organo della Repubblica di San Marino che si occupa dell'attuazione delle politiche sui temi del lavoro.
Il segretario di Stato per il lavoro con delega alla Programmazione Economica, i Rapporti con l’A.A.S.S., la Transizione Ecologica e l'Innovazione Tecnologica per la XXXI Legislatura è Alessandro Bevitori